# The First Ones (Zvezdna vrata SG-1)
The First Ones je naslov epizode znanstveno-fantastične serije Zvezdna vrata, v kateri Daniel med arheološkim izkopavanjem na planetu P3X 888 odkrije starodavnega simbiota Goa'uldov. Še preden lahko vzorec prinese na Zemljo, njegovo ekipo napadejo Unasi. Daniel se tako znajde v rokah sovražnega primitivnega bitja in O'Neill mu mora priskočiti na pomoč. O'Neill odkrije, da je ekipa SG-11 skoraj popolnoma uničena. Odkrije pa tudi nekaj drugega.